# 灰野豌豆
灰野豌豆（学名：Vicia cracca var. canescens）为豆科野豌豆属下的一个变种。